# Макрешти (Ребрича)
Макрешти (рум. Măcrești) насеље је у Румунији у округу Васлуј у општини Ребрича. Oпштина се налази на надморској висини од 197 m.

## Становништво
Према подацима из 2002. године у насељу је живело 95 становника, од којих су сви румунске националности.